# Прашка
Пра́шка (пол. Praszka) — город в Польше, входит в Опольское воеводство, Олесненский повят. Имеет статус городско-сельской гмины. Занимает площадь 9,45 км². Население — 8230 человек (на 2006 год).

## История
Первые упоминания относятся к 1260 году, имеет статус города с 1392 года.
Во время Второй мировой войны нацисты в городе создали гетто. Оно существовало с осени 1940 года по август 1942 года.
С 1975 по 1998 годы город входил в Ченстоховское воеводство.